# Universal Femminile Volley Carpi 2009-2010
Questa voce raccoglie le informazioni riguardanti l'Universal Femminile Volley Carpi  nelle competizioni ufficiali della stagione 2009-2010.

## Organigramma societario
Area direttiva
- Presidente: Rino Astarita

Area tecnica
- Allenatore: Augusto Sazzi
- Allenatore in seconda: Giacomo Meschieri
- Assistente allenatore: Gabriele Galeazzi

Area sanitaria
- Medico: Gustavo Savino
- Fisioterapista: Alessio Savani
- Preparatore atletico: Davide Serafini

## Rosa
| N° | Nome                | Ruolo | Data di nascita  | Nazionalità sportiva |
| -- | ------------------- | ----- | ---------------- | -------------------- |
| 1  | Lucia Bacchi        | S     | 4 gennaio 1981   | Italia               |
| 2  | Sara Paris          | L     | 19 luglio 1985   | Italia               |
| 3  | Giada Marchioron    | S     | 1º agosto 1987   | Italia               |
| 4  | Alessandra Guatelli | S     | 19 maggio 1983   | Italia               |
| 5  | Saara Loikkanen     | S     | 31 maggio 1980   | Finlandia            |
| 7  | Francesca Giogoli   | P     | 20 marzo 1983    | Italia               |
| 8  | Giulia Saguatti     | S     | 20 novembre 1991 | Italia               |
| 9  | Monica Davolio      | S     | 16 dicembre 1975 | Italia               |
| 10 | Marija Pavlović     | S     | 3 agosto 1985    | Serbia               |
| 11 | Elisa Magnani       | C     | 30 ottobre 1987  | Italia               |
| 12 | Maria Pia Romanò    | C     | 13 febbraio 1976 | Italia               |
| 13 | Valentina Sghedoni  | P     | 14 febbraio 1989 | Italia               |
| 14 | Daria Parenti       | C     | 17 aprile 1977   | Italia               |